# Ecuación de Euler-Poisson-Darboux
En matemáticas, la ecuación de Euler-Poisson-Darboux es la ecuación diferencial parcial
{\displaystyle u_{x,y}+{\frac {N(u_{x}+u_{y})}{x+y}}=0.}
Esta ecuación lleva el nombre de Siméon Poisson, Leonhard Euler y Gaston Darboux. Desempeña un papel importante en la solución de la ecuación de onda clásica.
Esta ecuación está relacionada con
{\displaystyle u_{rr}+{\frac {m}{r}}u_{r}-u_{tt}=0,}
por {\displaystyle x=r+t}, {\displaystyle y=r-t}, donde {\displaystyle N={\frac {m}{2}}}  y algunas fuentes citan esta ecuación cuando se refieren a ecuación de Euler-Poisson-Darboux.